# Wereldbeker schaatsen 2009/2010 - 5000 en 10.000 meter mannen
De Wereldbeker schaatsen 2009/2010 - 5000/10.000 meter mannen begon op 7 november 2009 in Berlijn en eindigde in maart 2010 in Heerenveen. Titelverdediger was de Nederlander Sven Kramer, hij werd opgevolgd door de Noor Håvard Bøkko.
Deze wereldbekercompetitie was tevens het kwalificatietoernooi voor zowel de 5000 meter als de 10.000 meter op de Olympische Winterspelen van 2010.

## 2008/09 Eindpodium
| Medaille | Atleet       | Punten |
| -------- | ------------ | ------ |
| Goud:    | Sven Kramer  | 550    |
| Zilver:  | Håvard Bøkko | 485    |
| Brons:   | Bob de Jong  | 425    |

## Podia
| Wedstrijd:           | Goud:                  | Tijd        | Zilver:                 | Tijd     | Brons:                 | Tijd     |
| Berlijn 5000m        | Sven Kramer Nederland  | 6.14,69     | Håvard Bøkko Noorwegen  | 6.17,17  | Bob de Jong Nederland  | 6.19,22  |
| Heerenveen 5000m     | Sven Kramer Nederland  | 6.16,29     | Bob de Jong Nederland   | 6.16,38  | Håvard Bøkko Noorwegen | 6.17,10  |
| Hamar 10000m         | Sven Kramer Nederland  | 12.50,96 BR | Bob de Jong Nederland   | 12.54,97 | Ivan Skobrev Rusland   | 13.01,41 |
| Calgary 5000m        | Sven Kramer Nederland  | 6.11,11     | Ivan Skobrev Rusland    | 6.13,19  | Bob de Jong Nederland  | 6.13,80  |
| Salt Lake City 5000m | Enrico Fabris Italië   | 6.06,06 BR  | Bob de Jong Nederland   | 6.08,76  | Ivan Skobrev Rusland   | 6.10,58  |
| Heerenveen 5000m     | Håvard Bøkko Noorwegen | 6.20.52     | Sverre Haugli Noorwegen | 6.21.69  | Ivan Skobrev Rusland   | 6.23.24  |

## Eindstand
| #  | Naam                   | BER | HVN | HAM | CAL | SLC | HVN | Totaal |
| -- | ---------------------- | --- | --- | --- | --- | --- | --- | ------ |
| 1  | Håvard Bøkko           | 80  | 70  | 60  | 45  | 50  | 150 | 455    |
| 2  | Ivan Skobrev           | 45  | 60  | 70  | 80  | 70  | 105 | 430    |
| 3  | Bob de Jong            | 70  | 80  | 80  | 70  | 80  | 36  | 416    |
| 4  | Sven Kramer            | 100 | 100 | 100 | 100 | —   | —   | 400    |
| 5  | Carl Verheijen         | 60  | —   | 50  | 60  | 60  | 28  | 258    |
| 6  | Enrico Fabris          | 32  | 28  | 45  | 18  | 100 | 32  | 255    |
| 7  | Wouter Olde Heuvel     | 50  | 50  | 40  | 36  | —   | 75  | 251    |
| 8  | Sverre Haugli          | —   | 21  | 0   | 19  | 21  | 120 | 181    |
| 9  | Henrik Christiansen    | —   | 19  | 25  | 32  | 36  | 45  | 157    |
| 10 | Jan Blokhuijsen        | —   | 25  | —   | 25  | —   | 90  | 140    |
| 11 | Chad Hedrick           | 28  | 45  | —   | 21  | 45  | —   | 139    |
| 12 | Lee Seung-hoon         | 11  | 36  | —   | 50  | 40  | —   | 137    |
| 13 | Shani Davis            | 36  | 40  | —   | 24  | 32  | —   | 132    |
| 14 | Alexis Contin          | 25  | 32  | —   | 40  | 28  | —   | 125    |
| 15 | Shane Dobbin           | 19  | 18  | 0   | 28  | 24  | 24  | 113    |
| 16 | Marco Weber            | 18  | 16  | 35  | 12  | —   | 16  | 97     |
| 17 | Johan Röjler           | 16  | 14  | 30  | 16  | 18  | —   | 94     |
| 18 | Lucas Makowsky         | 24  | 10  | 25  | 10  | 5   | 18  | 92     |
| 19 | Øystein Grødum         | 12  | —   | 21  | 8   | 10  | 40  | 91     |
| 20 | Hiroki Hirako          | 21  | 5   | 15  | 14  | 14  | 14  | 83     |
| 21 | Koen Verweij           | 40  | 24  | —   | —   | —   | —   | 64     |
| 22 | Mathieu Giroux         | 15  | 12  | 20  | 6   | 8   | —   | 61     |
| 23 | Patrick Beckert        | 14  | 8   | 0   | 11  | 16  | 12  | 61     |
| 24 | Sławomir Chmura        | 4   | 15  | 5   | 0   | 12  | 21  | 57     |
| 25 | Arjen van der Kieft    | —   | —   | 35  | —   | —   | —   | 35     |
| 26 | Reidar Borgersen       | —   | —   | 30  | 5   | —   | —   | 35     |
| 27 | Dmitry Babenko         | 2   | 4   | 9   | 0   | 15  | —   | 30     |
| 27 | Luca Stefani           | 0   | 8   | 7   | 15  | —   | —   | 30     |
| 29 | Robert Lehmann         | 10  | 6   | 11  | 0   | —   | —   | 27     |
| 30 | Bob de Vries           | —   | —   | —   | —   | 25  | —   | 25     |
| 31 | Haralds Silovs         | —   | —   | —   | 6   | 19  | —   | 25     |
| 32 | Aleksandr Rumyantsev   | 0   | 0   | 18  | 0   | 6   | —   | 24     |
| 33 | Sebastian Druszkiewicz | 0   | 11  | 13  | 0   | —   | —   | 24     |
| 34 | Jonathan Kuck          | 8   | 6   | —   | 1   | 8   | —   | 23     |
| 35 | Shigeyuki Dejima       | 0   | 1   | 8   | 2   | 11  | —   | 22     |
| 36 | Brian Hansen           | 2   | 2   | 10  | 4   | 1   | —   | 19     |
| 37 | Tobias Schneider       | 8   | 0   | 0   | 8   | —   | —   | 16     |
| 38 | Ryan Bedford           | 6   | 0   | 6   | 0   | 0   | —   | 12     |
| 39 | Fredrik van der Horst  | 6   | 0   | —   | —   | 2   | —   | 8      |
| 40 | Joshua Lose            | 0   | 0   | 0   | 0   | 6   | —   | 6      |
| 41 | Moritz Geisreiter      | 5   | —   | —   | 0   | —   | —   | 5      |
| 42 | Steven Elm             | 0   | 0   | —   | 0   | 4   | —   | 4      |
| 42 | Jan Szymanski          | —   | —   | 4   | 0   | —   | —   | 4      |
| 42 | Matteo Anesi           | 4   | 0   | —   | 0   | —   | —   | 4      |
| 45 | Masashi Michishita     | 0   | 0   | 3   | 0   | 0   | —   | 3      |
| 45 | Choi Kwun-won          | 3   | 0   | —   | 0   | 0   | —   | 3      |
| 47 | Keith Sulzer           | —   | —   | 2   | —   | —   | —   | 2      |
| 48 | Jordan Belchos         | 1   | 0   | 0   | 0   | 0   | —   | 1      |
| 48 | Roger Schneider        | 1   | 0   | 0   | 0   | 0   | —   | 1      |
| 48 | Alexej Baumgärtner     | —   | 0   | 1   | —   | —   | —   | 1      |

## Wereldbekerwedstrijden
Hier volgt een overzicht van de top 10 per wereldbekerwedstrijd en de Nederlanders.

### Berlijn
| rang   | schaatser          | tijd    | punten |
| ------ | ------------------ | ------- | ------ |
| Goud   | Sven Kramer        | 6.14,69 | 100    |
| Zilver | Håvard Bøkko       | 6.17,17 | 80     |
| Brons  | Bob de Jong        | 6.19,22 | 70     |
| 4      | Carl Verheijen     | 6.21,91 | 60     |
| 5      | Wouter Olde Heuvel | 6.23,07 | 50     |
| 6      | Ivan Skobrev       | 6.23,40 | 45     |
| 7      | Koen Verweij       | 6.24,22 | 40     |
| 8      | Shani Davis        | 6.24,99 | 36     |
| 9      | Enrico Fabris      | 6.25,84 | 32     |
| 10     | Chad Hedrick       | 6.26,92 | 28     |

### Heerenveen
| rang   | schaatser          | tijd    | punten |
| ------ | ------------------ | ------- | ------ |
| Goud   | Sven Kramer        | 6.16,29 | 100    |
| Zilver | Bob de Jong        | 6.16,38 | 80     |
| Brons  | Håvard Bøkko       | 6.17,10 | 70     |
| 4      | Ivan Skobrev       | 6.22,76 | 60     |
| 5      | Wouter Olde Heuvel | 6.23,01 | 50     |
| 6      | Chad Hedrick       | 6.23,35 | 45     |
| 7      | Shani Davis        | 6.24,38 | 40     |
| 8      | Lee Seung-Hoon     | 6.25,03 | 36     |
| 9      | Alexis Contin      | 6.25,70 | 32     |
| 10     | Enrico Fabris      | 6.27,85 | 28     |
|        |                    |         |        |
| 11     | Koen Verweij       | 6.29,38 | 24     |
|        |                    |         |        |
| B1     | Jan Blokhuijsen    | 6.19,21 | 25     |

### Hamar
| rang   | schaatser           | tijd     | punten |
| ------ | ------------------- | -------- | ------ |
| Goud   | Sven Kramer         | 12.50,96 | 100    |
| Zilver | Bob de Jong         | 12.54,97 | 80     |
| Brons  | Ivan Skobrev        | 13.01,41 | 70     |
| 4      | Håvard Bøkko        | 13.04,08 | 60     |
| 5      | Carl Verheijen      | 13.20,44 | 50     |
| 6      | Enrico Fabris       | 13.21,02 | 45     |
| 7      | Wouter Olde Heuvel  | 13.21,09 | 40     |
| 8      | Marco Weber         | 13.25,96 | 35     |
| 9      | Johan Röjler        | 13.34,30 | 30     |
| 10     | Lucas Makowsky      | 13.34,48 | 25     |
|        |                     |          |        |
| B1     | Arjen van der Kieft | 13.04,38 | 35     |

### Calgary
| rang   | schaatser           | tijd    | punten |
| ------ | ------------------- | ------- | ------ |
| Goud   | Sven Kramer         | 6.11,11 | 100    |
| Zilver | Ivan Skobrev        | 6.13,19 | 80     |
| Brons  | Bob de Jong         | 6.13,80 | 70     |
| 4      | Carl Verheijen      | 6.15,26 | 60     |
| 5      | Lee Seung-Hoon      | 6.16,75 | 50     |
| 6      | Håvard Bøkko        | 6.17,50 | 45     |
| 7      | Alexis Contin       | 6.20,15 | 40     |
| 8      | Wouter Olde Heuvel  | 6.20,47 | 36     |
| 9      | Henrik Christiansen | 6.20,91 | 32     |
| 10     | Shane Dobbin        | 6.20,97 | 28     |
|        |                     |         |        |
| B1     | Jan Blokhuijsen     | 6.15,84 | 25     |

### Salt Lake City
| rang    | schaatser           | tijd    | punten |
| ------- | ------------------- | ------- | ------ |
| Goud    | Enrico Fabris       | 6.06,06 | 100    |
| Zilver  | Bob de Jong         | 6.08,76 | 80     |
| Brons   | Ivan Skobrev        | 6.10,58 | 70     |
| 4       | Carl Verheijen      | 6.12,50 | 60     |
| 5       | Håvard Bøkko        | 6.13,25 | 50     |
| 6       | Chad Hedrick        | 6.13,51 | 45     |
| 7       | Lee Seung-Hoon      | 6.14,67 | 40     |
| 8       | Henrik Christiansen | 6.15,41 | 36     |
| 9       | Shani Davis         | 6.15,64 | 32     |
| 10      | Alexis Contin       | 6.15,74 | 28     |
|         |                     |         |        |
| B-Groep | Bob de Vries        | 6.10,56 | 25     |

### Heerenveen
| rang   | schaatser           | tijd    | punten |
| ------ | ------------------- | ------- | ------ |
| Goud   | Håvard Bøkko        | 6.20,52 | 150    |
| Zilver | Sverre Haugli       | 6.21,49 | 120    |
| Brons  | Ivan Skobrev        | 6.23,24 | 105    |
| 4      | Jan Blokhuijsen     | 6.26,34 | 90     |
| 5      | Wouter Olde Heuvel  | 6.26,66 | 75     |
| 6      | Henrik Christiansen | 6.28,45 | 45     |
| 7      | Øystein Grødum      | 6.29,35 | 40     |
| 8      | Bob de Jong         | 6.29,45 | 36     |
| 9      | Enrico Fabris       | 6.32,33 | 32     |
| 10     | Carl Verheijen      | 6.33,14 | 28     |

1985/1986 · 
1986/1987 · 
1987/1988 · 
1988/1989 · 
1989/1990 · 
1990/1991 · 
1991/1992 · 
1992/1993 · 
1993/1994 · 
1994/1995 · 
1995/1996 · 
1996/1997 · 
1997/1998 · 
1998/1999 · 
1999/2000 · 
2000/2001 · 
2001/2002 · 
2002/2003 · 
2003/2004 · 
2004/2005 · 
2005/2006 · 
2006/2007 · 
2007/2008 · 
2008/2009 · 
2009/2010 · 
2010/2011 · 
2011/2012 · 
2012/2013 · 
2013/2014 · 
2014/2015 · 
2015/2016 · 
2016/2017 · 
2017/2018 · 
2018/2019 · 
2019/2020 · 
2020/2021 · 
2021/2022 · 
2022/2023 · 
2023/2024 · 
2024/2025